# Chiesa del Sacro Cuore (Mondovì)
La chiesa parrocchiale del Sacro Cuore si trova a Mondovì nel centro del rione Altipiano (piazza Monteregale).
La Parrocchia - Santuario del Sacro Cuore di Gesù fu istituita dal vescovo di Mondovì Sebastiano Briacca nel 1956, con parte del territorio di quella dei Santi apostoli Pietro e Paolo di Breo.
La chiesa parrocchiale fu iniziata nel febbraio del 1959, su progetto di monsignor Carlo Rulfo, terminata nell'autunno del 1963 e consacrata dal vescovo Carlo Maccari il 25 aprile 1964. Ospita tre altari in marmo, un tabernacolo di argento, oro, smalti e gemme, opera della Scuola Beato Angelico di Milano e statue del Sacro Cuore e dell'Immacolata.
La facciata e il campanile sono stati realizzati su progetto di Renzo Bertone. Il 3 novembre 1985 venne inaugurato un grande mosaico raffigurante la Tempesta sedata (episodio dal Vangelo di Matteo), realizzato da artigiani di Pietrasanta su cartone del pittore cebano Tanchi Michelotti.